# نت لیک (حوزه سرشماری)، مینه‌سوتا
نت لیک (به انگلیسی: Nett Lake) یک منطقهٔ مسکونی در ایالات متحده آمریکا است که در دریاچه نت واقع شده‌است. نت لیک ۲۸۴ نفر جمعیت دارد و ۳۹۵٫۰۳ متر بالاتر از سطح دریا واقع شده‌است.